# Spirotheca
Spirotheca  es un género de plantas con flores con once especies perteneciente a la familia Malvaceae. Se encuentra en  Centroamérica.

## Taxonomía
El género fue descrito por Oskar Eberhard Ulbrich y publicado en Notizblatt des Botanischen Gartens und Museums zu Berlin-Dahlem 6: 159. 1914. La especie tipo es: Spirotheca rosea (Seem.) P.E. Gibbs & W.S. Alverson

## Especies
- Spirotheca allenii
- Spirotheca awadendron
- Spirotheca codazziana
- Spirotheca mahechae
- Spirotheca michaeli
- Spirotheca passifloroides
- Spirotheca rhodostyla
- Spirotheca rimbachii
- Spirotheca rivieri
- Spirotheca salmonea
- Spirotheca trilobata